# 久慈琥珀博物館
久慈琥珀博物館（くじこはくはくぶつかん）は、岩手県久慈市にある琥珀の博物館。専門では日本国内唯一の博物館。株式会社久慈琥珀が運営する。敷地内に琥珀を採掘していた坑道があり観光坑道になっている。

## 施設
博物館法の博物館相当施設である。新館と本館、ショップ（久慈琥珀本店）、工房、直営レストラン、「リトアニア館」で構成される。屋外施設として、大正時代までに琥珀の採掘に使われていた坑道を公開している。営業時間は9時から17時まで。レストランだけは営業時間や定休日が異なる。
世界中の琥珀を展示、ショップで販売する。新館は体験型展示をテーマとする。本館は、1階が理科、2階が社会科や美術の観点から展示を行う。久慈の琥珀は中生代白亜紀のものだが、バルト地方、ドミニカ共和国など世界の有名産地（主に新生代）の琥珀も展示販売する。地元観点として、宮沢賢治や、近年の岩手大学での学術的研究成果などへの展示もある。ロシアのサンクトペテルブルクにあるエカテリーナ宮殿博物館と姉妹博物館を提携する。エカテリーナ宮殿の「琥珀の間」が2003年に完全復元されたことがきっかけとなった。屋外施設として、実際の採掘坑道の一部を公開している。また博物館そばに「琥珀採掘体験場」があり、スタッフの指導のもとで白亜紀の地層を実際に彫ることができる。
ギンタロ・リトアニア館は、日本国内唯一のリトアニア共和国の物産館である。琥珀の縁で久慈市とリトアニアクライペダ市が姉妹都市提携していることから。

## 沿革
- 1981年：株式会社久慈琥珀が建設。
- 1984年4月：株式会社久慈琥珀による「琥珀資料館」として開設。
- 1992年：博物館登録を経て久慈琥珀博物館に改称。
- 1999年8月：入館者50万人突破[3]
- 2001年：ギンタロ・リトアニア館開設
- 2003年：琥珀採掘体験場完成
- 2004年：新館が開設。エカテリーナ宮殿博物館と姉妹博物館を締結。
- 2010年：本館リニューアル
- 2014年：入館者100万人突破。2013年の『あまちゃん』の影響で観光客の増加があったという[3]。

2004年9月に当時の館長がカメの甲羅（アドクス：白亜紀のリクガメ類）を発見する。2008年9月に同氏は恐竜の骨（鳥盤類の坐骨）を発見する。2010年には国内最大の翼竜化石が見つかる。東日本大震災の影響で、本格的な調査開始は少し遅れたが、以降新発見が続いている。
昆虫としては、2008年にクジコハクトガマムシが発見され、後に新種認定された。2018年6月に発見された歯化石が、「ティラノサウルス類の歯」と2019年4月19日に記者発表された。また2008年3月に見つかった古代カメ（アドクス属）の化石が、新種認定され2021年4月23日に「アドクス・コハク」と命名された。
2009年には、久慈層群と琥珀が「日本の地質百選」089に選定された。

## 地質

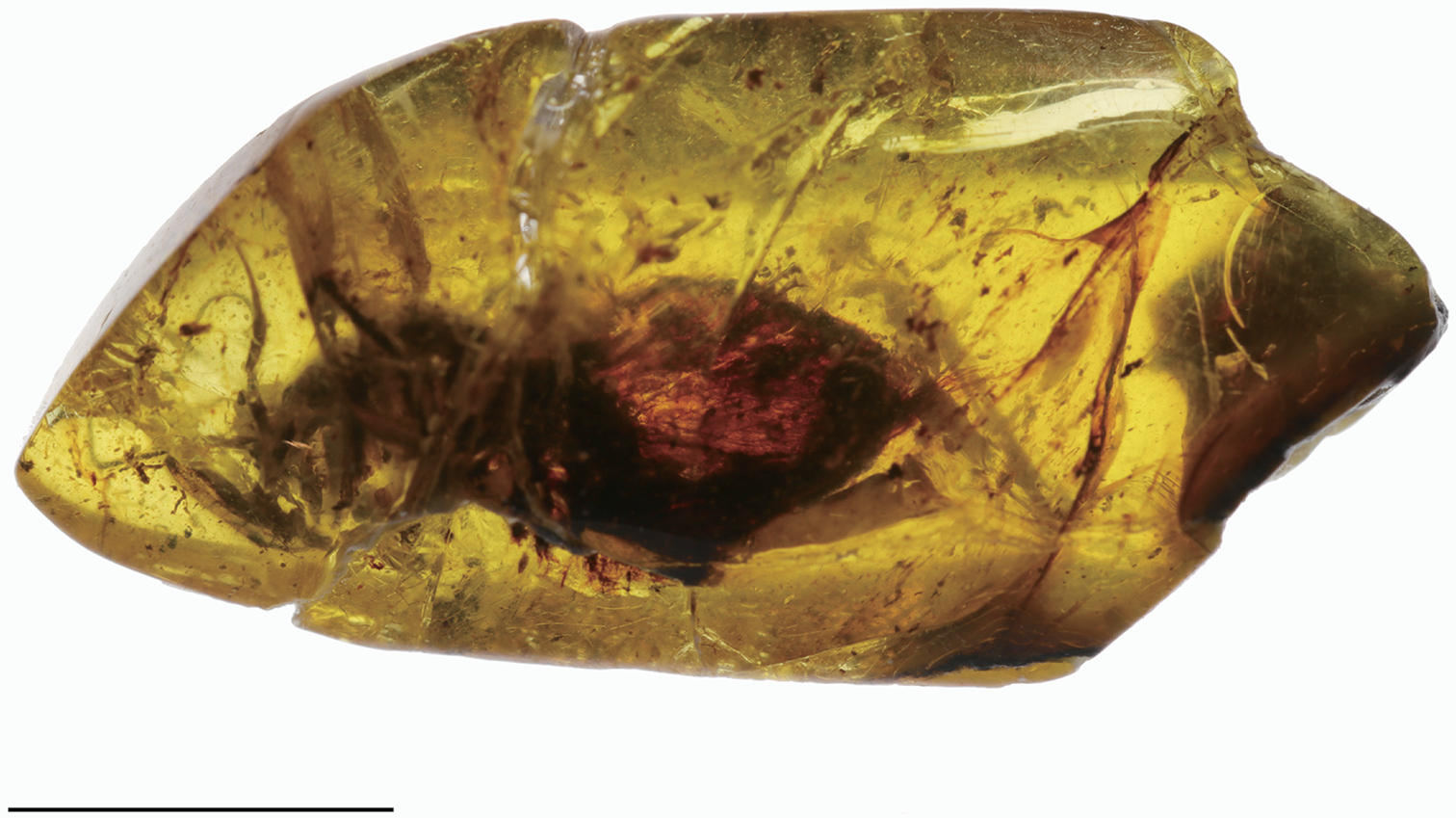
クジコハクトガマムシが閉じ込められた久慈琥珀

後期白亜紀の久慈層群という地層（堆積岩）。当時の環境が地層となったことで、久慈層群からは海の生物の化石と陸の琥珀が一緒に出てくる。久慈層群琥珀の原料となった樹木は、アラウカリア類という古代の「スギ」。
久慈琥珀は流通できる最古年代の琥珀である。琥珀は新生代製が主流であり、久慈のような中生代白亜紀製は量が少ない。より古い琥珀も存在するが、宝飾品にはならない。学術的観点からは、虫入り琥珀（古生物を内包したもの）のサンプルが多く、注目度が高い。
動物化石が見つかることがあったが、2008年に植物食恐竜の化石が見つかったことがきっかけとなり、恐竜研究が始まっている。
久慈層群は三層から成り、古い順に玉川層・国丹層・沢山層。そのうち琥珀が採れるのは玉川層と国丹層。特に玉川層に琥珀が多い。琥珀（虫）と、植物化石と、陸生動物化石と、海生動物化石が出てくる。玉川層下部の年代が2015年の放射年代測定により9000万年前と判明した。久慈市の地層は、地質時代が正確に特定できている・地層が柔らかく発掘作業が容易という二点で特異なもの。
岩手県内の近隣地域にも同時代の似た地層があり、琥珀を産出するが量はずっと少ない。また、新生代の「野田層群港層」という石炭層からも小さい琥珀が産出する。